# ویلی واش
ویلی واش (به انگلیسی: Willie Walsh) (زاده ۲۵ اکتبر ۱۹۶۱) کارآفرین، بازرگان و مدیر ارشد اجرایی ایرلندی است، که اکنون به‌عنوان مدیر عامل اجرایی شرکت اینترنشنال ایرلاینز گروپ فعالیت می‌کند. وی مدیرعاملی شرکت‌های ایر لینگاس و بریتیش ایرویز را نیز در کارنامه خود دارد.